# Соево мляко
Соевото мляко е млекоподобна напитка, произведена от соя.

## Произход
Соевото мляко произхожда от Китай, район, в който соята расте естествено и е използвана за храна, дълго преди първите писмени свидетелства. По-късно соята и храните от соя са пренесени в Япония. Счита се, че соевото или „зеленчуково“ мляко е открито и разработено от Лю Ан от династията Хан в Китай около 164 г. пр.н.е. На Лю Ан се приписва и създаването на тофуто (соево сирене) в Китай, което 900 години по-късно се разпространява до Япония. В днешно време, соята намира приложения и като заместител на много месни продукти като например кайма, месни блокчета, шницели, кашкавал и др. Соята съдържа всички „ценни“ вещества, като протеини, но не съдържа вредния холестерол, който се натрупва във вътрешните стени на кръвоносните съдове.